# Mosquée Iqraa de Cannes
La mosquée Iqraa de Cannes est un édifice religieux musulman français situé dans le quartier de La Bocca, à Cannes. C'est l'une des deux mosquées de la ville.

## Situation
La mosquée se trouve au numéro 143 de l'avenue Michel Jourdan, dans le quartier de La Bocca, en contrebas de l'autoroute A8.

## Historique
Construite à partir de 2007, grâce au don d'un riche Saoudien, Saleh Abdallah Kamel, la mosquée est ouverte le 7 février 2014 et inaugurée le 11 avril suivant.

## Architecture
L'édifice, entièrement peint en blanc, couvre une surface de 800 m2. Il comprend une salle de prière pouvant recevoir 250 fidèles.